# Halleria ovata
Halleria ovata är en tvåhjärtbladig växtart som beskrevs av George Bentham. Halleria ovata ingår i släktet Halleria och familjen Stilbaceae. Inga underarter finns listade i Catalogue of Life.